# Суперкубок Ірландії з футболу 2000
Суперкубок Ірландії з футболу 2000 — 3-й розіграш турніру. Переможцем став УКД.

## Учасники
- Чемпіонат Ірландії:
  - Чемпіон: Шелбурн (учасник Ліги чемпіонів УЄФА 2000—2001)
  - Срібний призер: Корк Сіті (учасник Кубка УЄФА 2000—2001)
  - Бронзовий призер: Богеміан (учасник Кубка УЄФА 2000—2001)
  - 4-е місце: УКД (учасник Кубка Інтертото 2000)

## Півфінали
| Команда 1      | Рахунок      | Команда 2 |
| -------------- | ------------ | --------- |
| 30 червня 2000 |              |           |
| Корк Сіті      | 2:2 пен. 4:5 | Богеміан  |
| УКД            | 2:0          | Шелбурн   |

## Матч за третє місце
| Команда 1    | Рахунок | Команда 2 |
| ------------ | ------- | --------- |
| 2 липня 2000 |         |           |
| Шелбурн      | 0:2     | Корк Сіті |

## Фінал
| Команда 1    | Рахунок      | Команда 2 |
| ------------ | ------------ | --------- |
| 2 липня 2000 |              |           |
| УКД          | 2:2 пен. 5:4 | Богеміан  |